# Ceresola
Ceresola (arag. Zresola) – miejscowość w Hiszpanii, w Aragonii, w prowincji Huesca, w comarce Alto Gállego, w gminie Sabiñánigo.
Według danych INE z 1999 roku miejscowość zamieszkiwało 6 osób. Wysokość bezwzględna miejscowości jest równa 1 118 metrów.